# 올레 에이나르 비에른달렌
올레 에이나르 비에른달렌(노르웨이어: Ole Einar Bjørndalen, 노르웨이어 발음: [ˈûːɽə ˈæ̂ɪnɑr ˈbjø̂ːɳˌɖɑːɫn̩], 1974년 1월 27일~)은 노르웨이의 바이애슬론 선수이다. 2014년 동계 올림픽까지 올림픽에서 금메달 8개, 은메달 4개, 동메달 1개 등 총 13개의 메달, 바이애슬론 세계 선수권대회에서 19개의 금메달을 획득하였고, 바이애슬론 월드컵에서 95번 우승한 세계 최고의 바이애슬론 선수이다.

## 생애
오슬로 부근의 드람멘에서 태어났다. 1993년 세계 주니어 바이애슬론 선수권 대회에어 우승하였고, 1994년 동계 올림픽에서는 중위권에 머물렀으나, 이후 성인 무대에서 여러 차례 우승하며 세계적인 바이애슬론 선수가 되었다. 1998년 동계 올림픽 10km 스프린트에서 금메달, 계주에서 은메달을 땄다. 2002년 동계 올림픽에서 그는 가장 주목받는 선수였으며, 이 대회 남자부에 걸린 4개의 금메달을 모두 휩쓸어 바이애슬론 선수로는 처음으로 한 올림픽 대회에서 4개의 금메달을 딴 선수가 되었다. 이 사이 세계 선수권과 월드컵에서도 여러 차례 우승하였다. 2006년 동계 올림픽에서는 은메달 2개와 동메달 1개를 따 금메달을 따지 못했으나, 2009년 대한민국 평창에서 열린 세계 선수권 대회에서 금메달 4개를 땄다. 2010년 동계 올림픽에도 참가, 계주에서 금메달, 20km 개인에서 은메달을 획득하였다. 그는 운동선수로는 상당히 많은 만 40세의 나이에도 2014년 동계 올림픽에도 참가, 10km 스프린트 금메달을 따내며 역대 동계올림픽 개인종목 최고령 금메달리스트가 되었으며, 이어 단체 혼성계주에서도 금메달을 획득하면서 동계 올림픽에서 통산 금메달 8개, 은메달 4개, 동메달 1개 등 총13개의 메달을 획득하여 크로스컨트리 스키의 비에른 델리를 제치고 동계 올림픽에서 가장 많은 메달을 얻은 선수가 되었다.
2018년 동계 올림픽에도 선수로 참가할 계획을 세우고 있었으나, 노르웨이 국내 선발전에서 탈락하여 동계올림픽 7회 연속 출전이 무산되었다. 대신 그는 아내 다리야 돔라체바가 포함된 벨라루스 대표팀 코치가 되어, 2018년 동계 올림픽에 임원으로 참가하였다.

## 개인사
비에른달렌은 1998년부터 이탈리아의 바이애슬론 선수 나탈리 잔터와 교제하였으며, 두 사람은 2006년 5월 27일에 결혼했다. 나탈리 잔터는 결혼 후 벨기에로 국적을 바꿨으며, 이들 부부는 별개의 국적을 유지하며 국제대회에 참가하였다. 비에른달렌과 잔터는 2012년 10월 4일에 이혼했다. 이후 그는 2014년 동계 올림픽 3관왕인 벨라루스의 바이애슬론 선수 다리야 돔라체바와 연애중이라는 소문이 돌기 시작했으며, 결국 그는 2016년 1월에 가진 인터뷰에서 2018년 동계 올림픽까지 선수 생활을 유지한다는 뜻을 밝히면서 돔라체바와 교제중이라는 사실을 공표하면서, 돔라체바가 자신의 아이까지 임신했음을 밝혔다. 2016년 6월 7일 비에른달렌과 돔라체바는 헤드마르크주의 링사케르에 있는 스키 명소인 슈시엔에서 결혼식을 올렸다. 같은 해 10월 1일에는 딸인 크세니아가 태어났다. 비에른달렌과 돔라체바는 결혼 후에도 각자의 국적을 유지하며 선수 생활을 이어갔으며, 이들 부부가 2018년 동계 올림픽 전까지 획득한 올림픽 메달수는 금메달 11개를 포함하여 모두 18개에 달한다.

## 같이 보기
- 올림픽 다관왕 목록